# Los Cristos
Los Cristos representan un baile tradicional, originario de Beas de Segura, en la comarca de la Sierra de Segura en Jaén.
Tienen dos partes bien diferenciadas, las Seguidillas y la Jota manchega, que provienen de ritmos y bailes típicos castellanos, ambas desgajadas de Las Pesás, como elemento profano. Se acompañan de Voz, guitarra, violín,  bandurria, laúd y platillos.
Se cantan y bailan el 14 de septiembre, día de la Exaltación de la Cruz y en la fiesta del 3 de mayo (Fiesta de las Cruces) y, antiguamente, también en las matanzas, bodas, bautizos, en los remates de la aceituna.

## Origen manchego de Beas
Beas de Segura desde la reconquista, tras una permuta hecha en 1239, pasó a formar parte de la Orden Militar de Santiago, asignándole una serie de Privilegios, como Carta puebla, Fuero juzgo, Mero mixto imperio, entre otros derechos, así como otorgarle una Encomienda, donde residía el Comendador. Esto contribuía a que pobladores de otras regiones pudieran venir a vivir en Beas exentos de tributos y franquicias, excepto las propias de la villa. Estas gentes venidas de fuera con el objeto de vivir -repoblar- el pueblo, traían consigo una riqueza cultural enorme, que se va trasmitiendo a lo largo de las generaciones.
Beas antiguamente perteneció al Campo de Montiel, dependiendo primero de Ocaña (Toledo) y posteriormente de Villanueva de los Infantes (Ciudad Real). No es hasta 1837, cuando se desvincula del Campo de Montiel, para integrarse dentro de la provincia de Jaén, incorporándose por tanto a Andalucía. Todo ello justifica que "Los Cristos" tengan reminiscencias manchegas.

## Origen de "los Cristos"
Sus orígenes no están muy definidos, aunque parece que se desarrollan a partir del siglo XVI, con aires castellano-manchegos tomados a la vez de Aragón, que entroncan con el alma serrana que les imprime su sello personal.
El 14 de septiembre, día de la Vera Cruz, tradición de cuando San Francisco de Asís, galardonado con la estigmatización de las cinco llagas el 14 de septiembre de 1224, hecho que tuvo su repercusión en la liturgia y con la fiesta de la impresión de las llagas de Nuestro Seráfico Padre San Francisco el 17 de septiembre, de donde pasó a las cofradías de impronta franciscana.
Hasta mediados del siglo XIX, existió en Beas un convento de franciscanos, y estos dos días se conmemoraban con fervor y entusiasmo. La cofradía de la Vera Cruz de Beas, acreditada como tal en el siglo XVI, estaba muy influenciada por estos franciscanos. 

## Recuperación de "Los Cristos"
Este baile por la década de 1950 se perdió por completo. Más tarde, gracias a un programa de televisión emitido en 1975, en el que bailaban dos personas de Beas Los Cristos, despertó en varios vecinos del pueblo el interés y el anhelo de rescatar por todos los medios posibles aquel ancestral baile perdido, con buenos resultados, y tras mucho esfuerzo se consiguió recuperar la letra y la música.
Años más tarde, en 1993, se formó el grupo folklórico “Natao”, y con él, se volvió a difundir el cante y baile de “Los Cristos”.

## Las letras de "Los Cristos"
Este baile se canta a una sola voz, como acompañamiento de guitarra, laúd, bandurria y violín. Se compone de tres seguidillas y media seguidilla, cuatro jotas y media seguidilla final. La letra de los Cristos suele aludir a la vida local y cotidiana.

## El traje para bailar los Cristos
El origen del traje típico, tanto de Beas de Segura como de la Sierra de Segura, se remonta al siglo XVI. Había dos clases de traje, el utilizado para las labores ganaderas y agrícolas; y el propio de los días festivos, bailes de bautizos, bodas y cosechas, en los que se utilizaba el de gala, que sigue usándose en todas las actuaciones de los grupos folclóricos y en toda la Sierra son semejantes con pequeñas variantes. 

### Hombre
- Calcetines: de lana gruesa o vendas que cubrían desde el tobillo hasta la rodilla, puestos encima de los calcetines; de color marrón o verde.
- Esparteñas: alpargatas con suela de cáñamo o esparto y caras de tela banca y cintas negras. Se llevaron trenzadas de esparto.
- Pantalones: de pana lisa o de canutillo, de color negro.
- Camisa: blanca de manga larga con vistas. O chambra de pañete.
- Chaleco: negro de pana lisa. La espalda de tela de raso también negra.
- Chaqueta: y encima de todo una blusa gris, y los más jóvenes, azul.
- Faja: se lleva enrollada a la cintura, dejando caer un extremo hacia la izquierda.
- Antiparas: llamadas aquí antimparras, que son zahones de piel, normalmente sin peto, que cubren las piernas.

### Mujer
- Esparteñas: Alpargateñas y alpargatas de cintas.
- Pañuelo: a la cabeza o al cuello, negro o de colores.
- Medias: de lana o de algodón, negras, crudas o de listas de colores vivos, hasta debajo de la rodilla.
- Camisa: de manga larga blanca.
- Enaguas: finas para las fiestas, y de sayote para diario, llamadas sayas.
- Justillo: sin cuello, de pico, con tres pinzas o tachones y tres morcillas donde luego sujetar las sayas y refajos.

No se llevaban bragas, ni prenda similar que las sustituyera. Entrarán en uso avanzado en el siglo XX y para las mujeres más pudientes.
- Refajo:  el de diario morado o rojo de lana, con una franja de pana lisa. La orilla del refajo se remata con un ribete de cordoncillo de lana, de colores, si el refajo es de fiesta, los ribetes y franjas eran de terciopelo. Tiempo después se sustituyó este refajo por una saya de gabardina, para diario; y para las fiestas, de raso negro.
- Mandil: para las mayores negro, con tres lorzas amplias, y con encaje para los festivos; de colores para las jóvenes.
- Faltriquera: que se llevaba debajo del refajo y es del mismo paño; en ella se guardaba el moquero, el dedal, la bellota de guardar las agujas, etc.
- Alhajas: Pendientes de oro. Horquillas, peinetas, imperdibles, broches de oro. No se usaban collares.
- Peinados: Siempre recogido en moño.[6]